# Manuel Joaquim d'Almeida
Manuel Joaquim d'Almeida foi um Governador Civil de Faro entre 4 de Março de 1886 e 12 de Maio de 1886.